# Bermudanatthäger
Bermudanatthäger (Nyctanassa carcinocatactes) är en utdöd fågel i familjen hägrar inom ordningen pelikanfåglar som tidigare förekom på Bermuda. Den är känd från subfossila lämningar och dog troligen ut i början av 1600-talet till följd av invasiva predatorer och jakt från människan.